# Балени Романи
Балени Романи (рум. Băleni-Români) је насеље и седиште општине Балени, округ Дамбовица у Румунији. Према попису из 2021. године у насељу је био 3.522 становника. Налази се на надморској висини од 198 м.

## Становништво
Према попису становништва из 2002. године у насељу је живело 3.698 становника. Већинско становништво су били Румуни којих је било 98,4%, затим следе Роми са 1,2% и Бугари са 0,3% становништва. 
| Етнички састав према попису из 2002. године‍ | Етнички састав према попису из 2002. године‍ | Етнички састав према попису из 2002. године‍ | Етнички састав према попису из 2002. године‍ | Етнички састав према попису из 2002. године‍ |
| ------------------------------------------- | ------------------------------------------- | ------------------------------------------- | ------------------------------------------- | ------------------------------------------- |
|                                             |                                             |                                             |                                             |                                             |
| Румуни                                      | Румуни                                      |                                             | 3.640                                       | 98,4%                                       |
| Роми                                        | Роми                                        |                                             | 45                                          | 1,2%                                        |
| Бугари                                      | Бугари                                      |                                             | 11                                          | 0,3%                                        |